# Juan Sanguino y Michel
Juan Sanguino y Michel (Cáceres, 1859-Cáceres, 1921) fue un historiador, arqueólogo y profesor español.

## Biografía
Nacido en 1859 en Cáceres y licenciado en Ciencias, fue auxiliar supernumerario del Instituto de segunda enseñanza de Cáceres y catedrático del Instituto de Santoña. Fue miembro correspondiente de la Real Academia de la Historia, vocal de la Comisión de Monumentos Históricos y Artísticos de la provincia de Cáceres, conservador del Museo de Bellas Artes y Antigüedades provincial, y primer director del Museo de Cáceres. Se contó en 1899 entre los nueve fundadores de la Revista de Extremadura, de cuya redacción fue secretario y en la que colaboró con asiduidad, firmando sus trabajos ya fuera con su nombre y apellido o con el seudónimo «Un Cacerense». Fallecido el 22 de febrero de 1921 en Cáceres, fue sepultado en el cementerio de Nuestra Señora de la Montaña. Tiene dedicado el nombre de una calle en su ciudad natal.